# فرودگاه ناها، اندونزی
فرودگاه ناها، اندونزی (به انگلیسی: Naha Airport (Indonesia)) یک فرودگاه همگانی با کد یاتا NAH است که یک باند فرود آسفالت دارد و طول باند آن ۱۰۹۶ متر است. این فرودگاه در کشور اندونزی قرار دارد و در ارتفاع ۵ متری از سطح دریا واقع شده‌است.

## شرکت‌های هواپیمایی و مقصدهای پروازی
| شرکت‌های هواپیمایی | مقصدهای پروازی |
| ----------------- | -------------- |
| تریگانا ایر سرویس | سام رتولنگی    |